# Phanta Vision
Phanta Vision is een Nederlandse filmproductiemaatschappij, gevestigd in Amsterdam. 

## Geschiedenis
Het bedrijf werd in 1990 opgericht door Petra Goedings en J.P. Luijsterburg. Sinds 2003 zijn alle diensten van Phanta Vision - filmproductie, verkoop en verhuur van audiovisuele apparatuur en filmediting - samengebracht in één pand, een monumentaal schoolgebouw nabij de Wibautstraat in Amsterdam.
Eigenaar Goedings produceert sinds 1990 korte speelfilms, documentaires, animaties, en (internationale) speelfilms. Zij werkt samen met de producenten Maaike Benschop, Marijn de Vries, Michiel Bartels, Harro van Staverden en Edwin Goldman.

### Producerslabel
Cogan en Goldman zijn geselecteerd voor het Phanta Vision Producer Label, dat in 2009 is opgericht. Dit initiatief geeft beginnende producenten de mogelijkheid om zelfstandig een start te maken in de film- en televisiewereld, terwijl ze begeleid worden door ervaren producenten. Op die manier kunnen zij blijven werken met regisseurs, schrijvers en crew uit hun eigen netwerk. Sinds 2014 maakt ook Phanta Basta! deel uit van Phanta Vision. 

## Filmografie

### Films
- Leve Boerenliefde
- &ME
- Dossier K
- Great Kills Road
- Blind
- Windkracht 10: Koksijde Rescue
- Investigation
- Morlang
- Vergeef me
- Letter to America

### Animatie
- Hart van een aap
- De olifant en de slak

### Korte films
- My 9/11
- Stabat mater
- Stilleven
- In whitest solitude
- The oath
- The bitch is back
- Strandzaken
- Daniels spel
- Zolderkoningin

### Documentaires
- Piet Esser: Verbeelden van het zien
- De zondvloed
- The Smell of Paradise
- FRØ-LIVE